# Ontvlechten van verkeersstromen

Voorbeeld ontvlechting van een weefvak

Met het ontvlechten van verkeersstromen wordt het verkeerskundige concept bedoeld dat voorheen kruisend verkeer van elkaar wordt gescheiden om het aantal gevaarlijke punten, waaronder weefvakken, te minimaliseren. Meestal betekent dit, dat er ongelijkvloerse kruisingen moeten worden gebouwd. Doel van de ontvlechting van verkeersstromen is een efficiëntere, veiligere en betrouwbaardere afwikkeling van het verkeer. Op een hoger schaalniveau wordt met het ontvlechten van verkeersstromen ook de scheiding van lokaal en doorgaand verkeer bedoeld.

## Wegvervoer

### Voorbeeld A12 tussen Oudenrijn en Lunetten
Werden in 1960 ten zuiden van Utrecht nog 30.000 personenauto's per etmaal geteld, in 1976 waren dat er al 100.000 en na 1980 al snel 120.000. Al dit verkeer moest veilig van rijbaan of rijstrook kunnen wisselen en juist op het toch al drukke wegvak tussen de knooppunten Oudenrijn en Lunetten ontstond daardoor een heen- en weerbeweeg van voertuigen. Om die beweging in goede banen te leiden was als onderdeel van de bestaande autoweg een "breivak" voor de ontvlechting van de verkeersstromen nodig.
De bouw van dit breivak was een unieke oplossing voor Nederland. Even ten oosten van het klaverblad Oudenrijn kwam er over een afstand van 1.800 m een aantal rijstroken bij, niet naast elkaar, maar verlopend in een vlechtwerk met ongelijkvloerse kruisingen. Deze kregen een speciale vorm en werden ongeveer 100 m lang.
De hiervoor benodigde kunstwerken en wegen waaraan in zeven fasen werd gewerkt, kwam in december 1976 klaar. De kosten bedroegen destijds twintig miljoen gulden.

### Andere voorbeelden in Nederland
Andere toepassingen van ontvlechting in Nederland zijn die ter hoogte van Zeist en Utrecht: A28, die ten oosten van Rijswijk, waar de A4 tussen knooppunt Ypenburg en het Prins Clausplein bijna in één verkeersknooppunt is overgegaan, bij Ring Utrecht, Ring 's-Hertogenbosch en Randweg Eindhoven, die alle drie bij de A2 horen en ook op en om knooppunt Ridderkerk bevinden zich vlechtwerken.

## Openbaar vervoer

### Plannen Amsterdamse metro
De verschillende lijnen van de Amsterdamse metro delen hetzelfde spoor. Deze vervlechting heeft een aantal nadelen: verstoringen op de ene lijn spreiden zich sneller uit over het hele netwerk, de frequenties per lijn liggen lager dan bij een ontvlochten lijnvoering en de dienstregeling per lijn kan minder eenvoudig op de vervoersvraag worden afgestemd. In de Metronetstudie gaat men daarom uit van een ontvlechting van het metronet. Hierbij zouden de lijnen 51 en 53 naar respectievelijk Amstelveen Westwijk en Gaasperplas, uit de Oostlijntunnel, moeten verdwijnen. Alleen lijn 54 naar Gein blijft daar dan over. Lijn 50 blijft tussen station Isolatorweg en station Van der Madeweg dezelfde route rijden, maar gaat daarna de route van lijn 53 naar Gaasperplas rijden. De huidige lijn 51, de Amstelveenlijn, wordt een hoogwaardige tram en ingekort tot het traject Amstelveen - station Amsterdam Zuid.

### Treinverkeer Utrecht Centraal - Blauwkapel
Het traject tussen station Utrecht Centraal en spoorwegknooppunt Blauwkapel is 4-sporig uitgevoerd, om zo de stoptreinen die stoppen te station Utrecht Overvecht te scheiden van intercity's uit de richting Amersfoort en vice versa. Deze intercity's worden met behulp van een fly-over van de ongescheiden sporen nabij Groenekan naar de noordelijke sporen geleid. De noordelijke sporen hebben hierom geen mogelijkheid tot halteren bij het station Utrecht Overvecht.

## Fietsverkeer
Ook in het fietsverkeer spreekt men over 'ontvlechting'. Het gaat hier dan om ontvlechting van de netwerken voor de verschillende vervoerstypen. Bij een fietsinfrastructuur op basis van ontvlechting wordt het fietsverkeer niet over hoofdwegen of fietspaden langs hoofdwegen geleid, maar over erftoegangswegen en vrijliggende fietspaden. Hierdoor ontstaan dus gescheiden netwerken voor snelverkeer en fietsverkeer, en eventueel nog een derde netwerk voor openbaar vervoer. Deze maximale scheiding tussen fietsverkeer en snelverkeer maakt het fietsen zowel comfortabeler als veiliger, en wordt in steeds meer Nederlandse gemeenten toegepast.